# Rhacodactylus leachianus
Rhacodactylus leachianus är en ödleart som beskrevs av  Cuvier 1829. Rhacodactylus leachianus ingår i släktet Rhacodactylus och familjen geckoödlor. IUCN kategoriserar arten globalt som livskraftig.

## Underarter
Arten delas in i följande underarter:
- R. l. aubrianus
- R. l. henkeli
- R. l. leachianus